# Selaginella nipponica
Selaginella nipponica är en mosslummerväxtart som beskrevs av Adrien René Franchet och Sav.. Selaginella nipponica ingår i släktet mosslumrar, och familjen mosslummerväxter. Inga underarter finns listade i Catalogue of Life.